# Atypena
Atypena Simon, 1894 è un genere di ragni appartenente alla famiglia Linyphiidae.

## Distribuzione
Le cinque specie oggi note di questo genere sono diffuse in Asia sudorientale: due sono endemiche delle Filippine, due dello Sri Lanka e una della Thailandia

## Tassonomia
Il genere non è un sinonimo posteriore di Callitrichia Fage, 1936 secondo un lavoro dell'aracnologo Scharff e contra un precedente lavoro di Jocqué del 1983; di parere analogo anche Wunderlich che invece considera questo genere come sinonimo anteriore di Oedothorax Bertkau, 1883.
A maggio 2011, si compone di cinque specie:
- Atypena adelinae Barrion & Litsinger, 1995 — Filippine
- Atypena ellioti Jocqué, 1983 — Sri Lanka
- Atypena simoni Jocqué, 1983 — Sri Lanka
- Atypena superciliosa Simon, 1894[3] — Filippine
- Atypena thailandica Barrion & Litsinger, 1995 — Thailandia

### Specie trasferite
La difficoltà di inquadrare tassonomicamente con precisione questo genere è palese dal numero di specie trasferite altrove, pari a quelle attualmente ascritte:
- Atypena hamifera (Fage, 1936); trasferita al genere Callitrichia Fage, 1936[1].
- Atypena mira Jocqué & Scharff, 1986; trasferita al genere Callitrichia.
- Atypena pileata Jocqué & Scharff, 1986; trasferita al genere Callitrichia.
- Atypena pilosa Jocqué & Scharff, 1986; trasferita al genere Callitrichia.
- Atypena simplex Jocqué & Scharff, 1986; trasferita al genere Callitrichia.